# Решетовская, Наталья Алексеевна
Наталья Алексеевна Решетовская (26 февраля 1919— 28 мая 2003) — первая жена Александра Исаевича Солженицына, автор мемуарных книг о нём.

## Биография
Родилась в Новочеркасске. Её отец, Алексей Николаевич, ушёл с Русской Армией, дальнейшая его судьба неизвестна. Мать, Мария Константиновна, была учительницей. В 1926 году семья переехала в Ростов-на-Дону, где Решетовская училась в средней и одновременно в музыкальной школе. В 1936 году поступила в Ростовский государственный университет на химический факультет.
Осенью 1936 года познакомилась с Солженицыным. 27 апреля 1940 года вышла за него замуж. В 1941 году окончила с отличием университет и была распределена работать учителем химии в школу в Полтаве, однако вскоре поступила в аспирантуру Ростовского университета. В мае 1944 года, с ведома командования, посетила мужа на фронте, провела три недели на батарее звуковой разведки под командованием старшего лейтенанта Солженицына, помогая ему расшифровывать данные по звукоразведке.
В феврале 1945 года Солженицын был арестован. В марте 1945 года, желая быть ближе к мужу, Решетовская перевелась в аспирантуру химфака МГУ к Н. И. Кобзеву. Проживала в аспирантском общежитии на Стромынке, в комнате с пятью соседками. В период пребывания Солженицына на строительном лагпункте на Калужской заставе (ныне — жилой дом по адресу Ленинский проспект, 30) еженедельно виделась с ним. Во время его пребывания на первой «шарашке» в Рыбинске, по месту его временного пребывания в Загорске и на «шарашке» в Марфине вела с ним активную переписку, до двух писем в месяц. В 1946 году неоднократно обращалась в Прокуратуру СССР, нанимала адвоката Добровольского из образцовой юридической консультации на Никольской улице с целью сокращения срока мужа.
В июне 1948 года защитила кандидатскую диссертацию на тему: «Исследование каталитических активных центров платины при окислительно-восстановительных и гидрогенизационных процессах».
26 апреля 1949 года в Театре Советской Армии проходил очередной съезд ВЦСПС. Заключительный концерт для делегатов был подготовлен силами участников художественной самодеятельности МГУ. В этом концерте Наталья Решетовская исполняла «Революционный этюд» Шопена. Концерт транслировался по радио, и его на шарашке слушал Александр Исаевич.
В 1949 году возглавила кафедру химии в Рязанском сельскохозяйственном институте. В мае 1950 года испытывала сложности при заполнении анкет в институте и сообщила Александру Исаевичу, что «формально развод просто необходим». Развод с заключённым разрешалось оформить без согласия последнего, опубликовав объявление в газете, что Решетовская и сделала, но существенно позже, в конце августа 1951 года. Вскоре ответила на ухаживания коллеги по институту, доцента Всеволода Сергеевича Сомова, вдовца с двумя сыновьями, который был старше неё на 10 лет: «О регистрации наших с Всеволодом Сергеевичем отношений речи не было. Просто с какого-то времени мы назывались для всех мужем и женой. Так оно осталось и после получения мной официального развода с Саней».
Получив в сентябре 1953 года письмо от Солженицына с предложением вернуться к нему и приехать к месту ссылки, не ответила ему: «Саня заставлял меня перечеркнуть все как раз в тот момент, когда я только встала на ноги. Понимаю, что не ответив, я поступила не самым достойным образом. И наша переписка снова оборвалась. Оборвалась на целых три года…» В октябре 1956 года посетила бывшего мужа во Владимирской области, станция Торфопродукт, где он учительствовал в то время. В 1957 году Солженицын переехал в Рязань, и в том же году они вновь заключили брак.
В августе 1968 года Солженицын познакомился с Натальей Светловой, и у них завязался роман. После этого Решетовская попыталась отравиться, приняв 36 пилюль мединала, однако её спасли. Солженицын стал добиваться развода с Решетовской, который с трудом был получен 22 июля 1972 года.
Писать мемуары Решетовская начала ещё в браке с Солженицыным. В 1996 году была принята в Союз писателей России.
Умерла в Москве 28 мая 2003 года, похоронена в Рязани на Скорбященском кладбище рядом с могилой матери. Могила находится в 30 метрах за часовней Любови Рязанской, ориентир - памятник из белого камня с женским профилем.

## Семья
- Муж (1940—1952 и 1957—1972) — Александр Исаевич Солженицын
- Муж (сожитель) (1952—1956[10]) — Всеволод Сергеевич Сомов[11]
- Муж — Константин Игоревич Семёнов, редактор АПН[3]
- Муж — Николай Васильевич Ледовских[12][13] (1947—2024), журналист и писатель, наследник архива[14].